# Los-von-Rom-Bewegung
Precz z Rzymem (niem. Los-von-Rom-Bewegung) − ruch religijny oparty na protestantyzmie o motywach politycznych i antykatolickich zapoczątkowany w Austrii pod koniec XIX wieku, mający zastąpić religię chrześcijańską.
Ruch powstał w Linzu w Górnej Austrii z inicjatywy parlamentarzysty Georga von Schönerera, przywódcy i głównego przedstawiciela pangermanizmu austriackiego, którego podstawowymi ideami były: antyliberalizm, antyklerykalizm i antysemityzm. Grupa domagała się rozdziału Kościoła austriackiego od papiestwa i odrzucenia jakichkolwiek wpływów i jakiejkolwiek ingerencji Rzymu na życie polityczne i ekonomiczne Austro-Węgier.
Los-von-Rom-Bewegung zainspirowany był niemieckim kulturkampfem, rozwijającym się od 1871. Ruch znalazł poparcie austriackich protestantów, którzy w kraju o przeważającej liczbie obywateli wyznających katolicyzm, stanowili mniejszość. Sytuacja protestantów polepszyła się w 1781 po wydaniu przez Józefa II patentu tolerancyjnego. Patent zgodny był z duchem józefinizmu.